# Ouagadou (Mali)
Pour les articles homonymes, voir Ouagadou.
Ouagadou est une commune malienne, située dans le pays de la Bakhounou, de l'arrondissement de Goumbou dans le cercle de Nara, et la région de Nara, elle a pour chef-lieu la localité de Goumbou.

## Villages
La commune s'étend sur 7 localités relevées lors du recensement général de 2009. 
Les villages les plus peuplés sont :
- Goumbou (11 386 habitants) ;
- Kaloumba (1 758 habitants) ;
- Koly (1 536 habitants).

## Politique
| Année | Maire élu       | Parti politique |
| ----- | --------------- | --------------- |
| 2004  | Boubou Doucouré | URD             |
| 2009  | Sadia Kouma     | Adéma-Pasj      |

## Jumelages
- Vegas del Genil (Espagne)